# Аньолово
Аньолово (пол. Aniołowo, нім. Rapendorf) — село в Польщі, у гміні Пасленк Ельблонзького повіту Вармінсько-Мазурського воєводства.
Населення — 180 осіб (2011).

## Демографія
Демографічна структура станом на 31 березня 2011 року:
|          | Загалом | Допрацездатний вік | Працездатний вік | Постпрацездатний вік |
| -------- | ------- | ------------------ | ---------------- | -------------------- |
| Чоловіки | 89      | 26                 | 55               | 8                    |
| Жінки    | 91      | 18                 | 47               | 26                   |
| Разом    | 180     | 44                 | 102              | 34                   |